# LG 볼트
 LG 볼트(LG Volt)는 LG전자가 2015년 4월 17일 출시한 보급형 스마트폰이다. 2015년 2월, 마그나, 레온, 조이와 함께 공개된 것을 시작으로 브라질과 유럽 국가에서 먼저 출시되었다. G4와 디자인이 비슷하며 곡면 디스플레이가 특징이다. 해외에서는 스피릿이라는 이름으로 출시되었다.

## 운영 체제 / 소프트웨어

### 안드로이드 5.0.1 롤리팝
LG 볼트는 5.0.1 롤리팝을 탑재하여 출시했다.

## 특수 기능

### 스마트 키보드
키보드 높이를 자유롭게 지정할 수 있고, 터치 인식 영역을 보정하여 오타를 줄여 주는 기능이다.

### 글랜스 뷰
화면이 꺼져 있는 상태에서 화면에 손가락을 드래그해 내리는 동작만으로 시간, 메시지 수신 여부, 부재중 전화와 같은 주요 정보를 확인할 수 있다.

## 색상
- 티탄
- 화이트
- 골드 (스피릿)